# Anders Henrikson
Anders (Henrik) Henrikson, né le 13 juin 1896 à Stockholm, ville où il est mort le 17 octobre 1965, est un acteur, réalisateur et scénariste suédois.

## Biographie

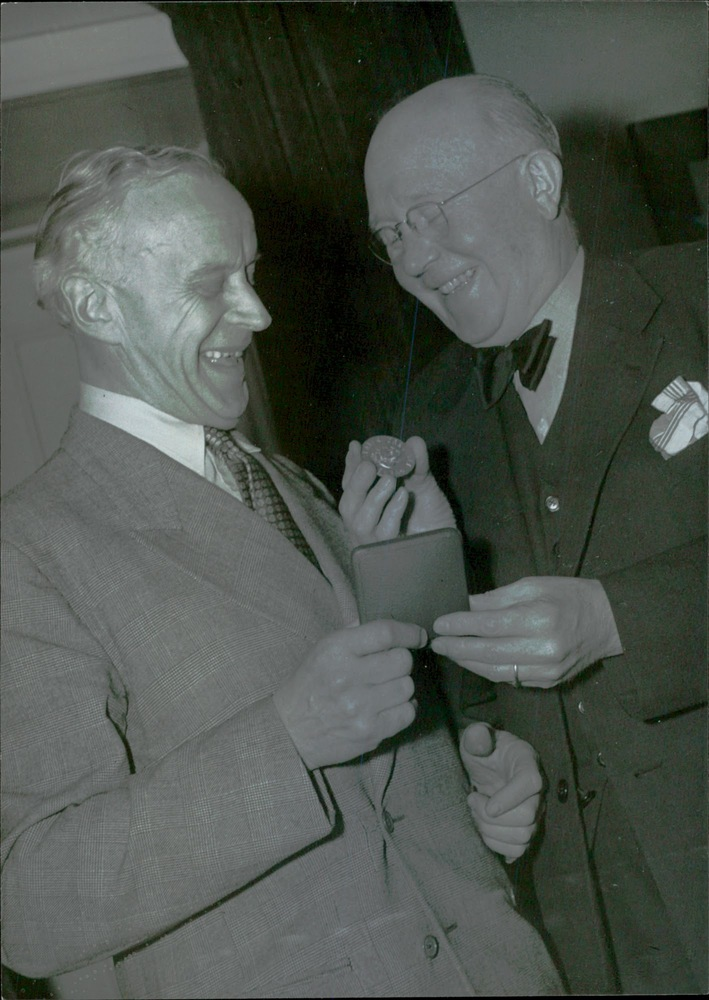
Anders Henrikson et Rune Carlsten (à d.) en 1949

Anders Henrikson étudie notamment en 1915-1916 à la Dramatens elevskola, l'école du théâtre dramatique royal à Stockholm (Kungliga Dramatiska Teatern en suédois, abrégé Dramaten). Il débute en 1916 dans ce théâtre, où il joue très souvent jusqu'en 1965 (année de sa mort, à 69 ans).
Au nombre de ses pièces notables au Dramaten, mentionnons Anna Christie d'Eugene O'Neill (1923, avec Alf Sjöberg), Le Roi Lear de William Shakespeare (1929, avec Lars Hanson dans le rôle-titre et Alf Sjöberg), Un chapeau de paille d'Italie d'Eugène Labiche (1934, avec Renée Björling et Inga Tidblad), John Gabriel Borkman d'Henrik Ibsen (1947, avec Lars Hanson dans le rôle-titre), Ornifle ou le Courant d'air de Jean Anouilh (1956, avec Mona Malm et Sif Ruud, lui-même tenant le rôle-titre), L'Avare de Molière (1961, avec Allan Edwall et Sif Ruud, où il tient également le rôle-titre), ainsi que Le Baladin du monde occidental de John Millington Synge (son antépénultième pièce au Dramaten, 1964, avec Gösta Prüzelius).
Au Dramaten, il collabore notamment avec les metteurs en scène Alf Sjöberg (ex. : John Gabriel Borkman précité en 1947), Mimi Pollak (ex. : Ornifle ou le Courant d'air susvisé en 1956) et Bengt Ekerot (ex. : Philoctète de Sophocle en 1963).
Au cinéma, il contribue comme acteur à cinquante-neuf films suédois, les cinq premiers muets sortis entre 1913 et 1929, dont La Petite Fée de Solbakken de John W. Brunius (1919, avec Egil Eide et Lars Hanson).
Parmi les films parlants où il apparaît de 1933 à 1965, citons Visage de femme de Gustaf Molander (1938, avec Ingrid Bergman), La Prison d'Ingmar Bergman (1949, avec Doris Svedlund et Birger Malmsten) et Mademoiselle Julie d'Alf Sjöberg (1951, avec Anita Björk dans le rôle-titre et Ulf Palme).
Toujours au cinéma, Anders Herikson réalise lui-même trente films (1933-1956), dont Sang et Feu (1945, où il joue aux côtés de Sonja Wigert) — qui lui vaut une nomination au Grand Prix lors du Festival de Cannes 1946 — ; il est en outre scénariste de sept d'entre eux (1938-1945).
De 1940 jusqu'à sa mort en 1965, il est marié en troisièmes noces avec l'actrice Aino Taube (en) (1919-1990), qu'il retrouve au Dramaten (ex. : Six personnages en quête d'auteur de Luigi Pirandello en 1957) et à l'écran (ex. : Åsa-Hanna (sv) en 1946 qu'il réalise).

## Théâtre au Dramaten (sélection)
- 1916 : Crimes et Délits (Brott och brott) d'August Strindberg : le majordome
- 1921 : Maître Olof (Mäster Olof) d'August Strindberg : le contremaître (+ 1933 : Småländing / Hans Brask / Laurentius Petri ; + 1951 : Gert Bokpräntare)
- 1921 : Le Retour (Hemkomsteen) de Robert de Flers et Francis de Croisset : Francis
- 1921 : Herr Dardanell och hans upptåg på landet d'August Blanche : Henrik Strand
- 1921 : Le Songe (Ett drömspel) d'August Strindberg : le père / Dekanus / le lord chancelier
- 1921 : Pygmalion de George Bernard Shaw : un ironisateur (+ 1952 : Alfred Doolittle)
- 1921 : Le Canard sauvage (Vildanden) d'Henrik Ibsen : Pettersen (+ 1955 : Relling ; + 1958 : Gråberg)
- 1921 : Le Maître (Mästaren) d'Hermann Bahr : Clemens
- 1922 : Le Tartuffe ou l'Imposteur (Tartuffe) de Molière : Cléante (+ 1926 : M. Loyal)
- 1922 : Liebelei (Alskog) d'Arthur Schnitzler : un maître
- 1922 : Le Monde où l'on s'ennuie (Sällskap där man har tråkigt) d'Édouard Pailleron : le général de Briais
- 1922 : Jedermann (Det gamla spelet om Envar) d'Hugo von Hofmannsthal : La Mort
- 1922 : Comme il vous plaira (Som ni behagar) de William Shakespeare : Adam
- 1922 : Les Cordonniers de la lande (Sockenskomakarna) d'Aleksis Kivi : Jaakko / Niko
- 1922 : Le Cygne (Svanen) de Ferenc Molnár : le colonel Wunderlich
- 1922 : La Belle Aventure (Äfventyret) de Gaston Arman de Caillavet, Robert de Flers et Étienne Rey : Chartrain (+ 1923 : Fouques ; + 1929 : Didier)
- 1923 : Le Marchand de Venise (Köpmannen i Venedig) de William Shakespeare : le vieux Gobo
- 1923 : Anna Christie d'Eugene O'Neill : Larry
- 1923 : Elle s'abaisse pour vaincre (Värdshuset Råbocken) d'Oliver Goldsmith : Twist
- 1923 : Ett resande teatersällskap d'August Blanche : Ek
- 1924 : Othello ou le Maure de Venise (Othello) de William Shakespeare : Gratiano
- 1924 : L'Union des jeunes (De ungas förbund) d'Henrik Ibsen : Bastian
- 1924 : Les Invisibles (Den osynlige) de Pär Lagerkvist : La Mort
- 1924 : Knock ou le Triomphe de la médecine (Knock) de Jules Romains : Bernard
- 1924 : L'Avocat (Advokaten) d'Eugène Brieux : Gourville
- 1924 : Le Conte d'hiver (En vintersaga) de William Shakespeare : Dion
- 1925 : La Dame aux camélias (Kameliadamen) d'Alexandre Dumas fils : Gustave
- 1925 : Spring Cleaning (Storstädning) de Frederick Lonsdale : Walters
- 1925 : Six personnages en quête d'auteur (Sex roller söker en författare) de Luigi Pirandello : le bagagiste (+ 1926 : le souffleur ; + 1957 : le père)
- 1925 : Sainte Jeanne (Sankta Johanna) de George Bernard Shaw : l'intendant du château (+ 1926 : Richard)
- 1925 : Dunungen de Selma Lagerlöf : l'inspecteur Nyberg
- 1926 : Dame Inger d'Østråt (Fru Inger till Östråt) d'Henrik Ibsen : Nils Stensson
- 1926 : La Locandiera (Värdshusvärdinnan) de Carlo Goldoni : Fabrizio
- 1927 : Peer Gynt d'Henrik Ibsen : Hussein (+ 1928 : un mouleur de boutons ; + 1930 : Maître Cotton)
- 1927 : Junon et le Paon (Juno och påfågeln) de Seán O'Casey : Johnny Boyle
- 1927 : Le Docteur Miracle (Doktor Mirakel) de Robert de Flers et Francis de Croisset : Gérard
- 1927 : Le Songe d'une nuit d'été (En midsommarnattsdröm) de William Shakespeare : « Meurt de faim »
- 1927 : La Marquise (Markisinnan) de Noël Coward : Jacques Rijar
- 1927 : La vie est un songe (Livet en dröm) de Pedro Calderón de la Barca : Basun
- 1927 : Madame Sans-Gêne (même titre en suédois) de Victorien Sardou et Émile Moreau : Cop
- 1928 : Crainquebille, adaptation de la nouvelle éponyme d'Anatole France : un agent de police
- 1928 : Faust. Une tragédie (Faust, Del I) de Johann Wolfgang von Goethe : Wagner
- 1928 : Le Dictateur (Diktatorn) de Jules Romains : le premier homme
- 1928 : Les Oiseaux (Fåglarna) d'Aristophane : Évelpide
- 1929 : Éric XIV (Erik XIV) d'August Strindberg : Jean III de Suède
- 1929 : Siegfried de Jean Giraudoux : le baron von Zelten
- 1929 : What Price Glory? (Ärans fält) de Maxwell Anderson : le caporal Lipinsky
- 1929 : Le Roi Lear (Kung Lear) de William Shakespeare : le roi de France

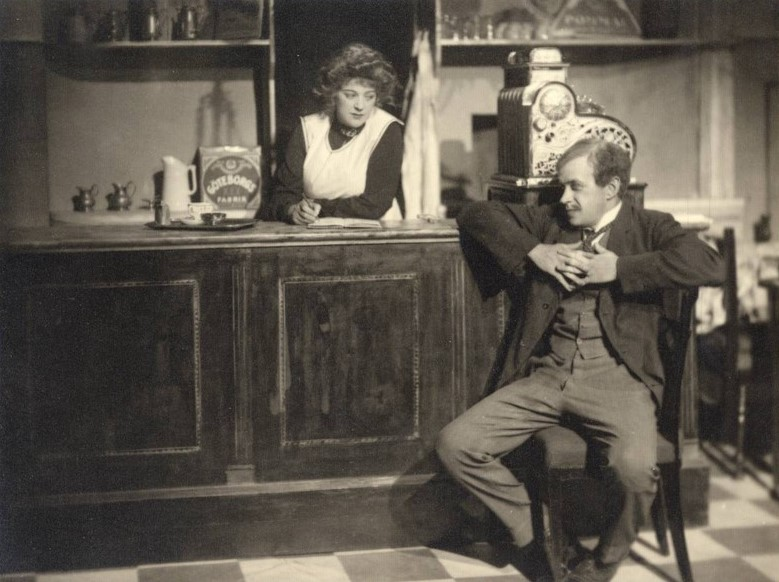
Märta Ekström et Anders Henrikson, dans Markurells i Wädkoping (1930)

- 1930 : La Conjuration de Fiesque de Gênes (Fiesco) de Friedrich von Schiller : Verrina
- 1930 : Markurells i Wadköping, adaptation du roman éponyme de Hjalmar Bergman, mise en scène et décors d'Alf Sjöberg : Ström
- 1930 : L'Âme en peine (En själ i nöd) de Jean-Jacques Bernard : Lemesle
- 1931 : Élisabeth d'Angleterre (Elisabet av England) de Ferdinand Bruckner : Mariana / Bacon
- 1931 : La Malquerida (Mors rival) de Jacinto Benavente : Faustino
- 1931 : Art and Mrs. Bottle (Fru Celias moral) de Benn W. Levy, mise en scène et décors d'Alf Sjöberg : Michael
- 1931 : Macbeth de William Shakespeare : le portier
- 1931 : Ces messieurs de la Santé (Spekulation) de Paul Armont et Léopold Marchand, mise en scène et décors d'Alf Sjöberg : Amédée Floque
- 1931 : Les Papiers posthumes du Pickwick Club (Pickwick-klubben), adaptation du roman éponyme de Charles Dickens : Sam
- 1932 : Cant de Kaj Munk : Weston
- 1932 : Clavigo de Johann Wolfgang von Goethe : Beaumarchais
- 1932 : Le Revizor (Revisorn) de Nicolas Gogol, mise en scène d'Alf Sjöberg : Ivan Kouzmitch Chpékine (+ 1952 : Anton Antonovitch Skvoznik-Dmoukhanovski)
- 1932 : Les Verts Pâturages (Guds göna ängar) de Marc Connelly : Farao (+ 1933 : M. Deshee)
- 1933 : Cyrano de Bergerac d'Edmond Rostand : le capitaine Carbon de Castel-Jaloux
- 1933 : Le deuil sied à Électre (Klaga månde Elektra) d'Eugene O'Neill : Seth Beckwith
- 1933 : Avant le lever du soleil (Före solnedgången) de Gerhart Hauptmann, mise en scène d'Alf Sjöberg : Wolfgang Clausen
- 1933 : Désir sous les ormes (Blodet ropar under almarna) d'Eugene O'Neill, mise en scène d'Alf Sjöberg : Eben Cabot
- 1933 : La Femme en blanc (Damen i vitt) de Marcel Achard : Mariotte
- 1934 : Amphitryon 38 (Amfitryon 38) de Jean Giraudoux : Le Trompette
- 1934 : Ett brott de Sigfrid Siwertz, mise en scène et décors d'Alf Sjöberg : Hans von Degerfelt (+ 1957 : Rosenschiöld)
- 1934 : Le temps est un songe (Tiden är en dröm) d'Henri-René Lenormand, mise en scène et décors d'Alf Sjöberg : Saïdyah
- 1934 : La vérité est bonne à dire (För sant att vara bra) de George Bernard Shaw : From
- 1934 : The Rivals (Rivalerna) de Richard Brinsley Sheridan, mise en scène d'Alf Sjöberg : Faulkland
- 1934 : Un chapeau de paille d'Italie (Den italienska halmhatten) d'Eugène Labiche : Tardiveau
- 1934 : Kvartetten som sprängdes, adaptation du roman éponyme de Birger Sjöberg : le violoncelle
- 1935 : Sheppey (Högsta vinsten) de William Somerset Maugham, mise en scène d'Alf Sjöberg : Ernest Turner
- 1942 : Rid i natt!, adaptation du roman éponyme de Vilhelm Moberg : Jon Stånge
- 1944 : À Damas, 2e partie (Till Damaskus, Dell II) d'August Strindberg : le médecin
- 1947 : John Gabriel Borkman d'Henrik Ibsen, mise en scène d'Alf Sjöberg : Vilhelm Foldal
- 1949 : Le Paria (Paria) d'August Strindberg : M. X (rôle repris en 1958)
- 1949 : Anne des mille jours (En dag av tusen) de Maxwell Anderson, costumes de Marik Vos-Lundh : le duc de Norfolk
- 1951 : Les Frères Karamazov (Bröderna Karamasov), adaptation par Jacques Copeau et Jean Croué du roman éponyme de Fiodor Dostoïevski, décors de Marik Vos-Lundh : Smerdiakov
- 1951 : Amorina de Carl Jonas Love Almqvist, mise en scène d'Alf Sjöberg, costumes de Marik Vos-Lundh : Dr Libius / le secrétaire Kongl
- 1951 : Le Diamant (Diamanten) de Friedrich Hebbel, décors et costumes de Marik Vos-Lundh : Benjamin
- 1952 : Colombe de Jean Anouilh, mise en scène de Mimi Pollak : La Surette
- 1953 : La Rechute ou la Vertu en danger (Återfall i dygden) de John Vanbrugh : Loveless
- 1954 : L'amour veille (Förälskad i kärleken) de Gaston Arman de Caillavet et Robert de Flers, mise en scène de Mimi Pollak : Théophile Vernet
- 1955 : Le Misanthrope (Misantropen) de Molière, mise en scène de Bengt Ekerot, décors, costumes et lumières de Marik Vos-Lundh : Alceste
- 1956 : Ornifle ou le Courant d'air (Ornifle) de Jean Anouilh, mise en scène de Mimi Pollak, décors et costumes de Marik Vos-Lundh : rôle-titre
- 1957 : La Sorcière de l'Atlas (Häxan i Atlasbergen) de George Bernard Shaw, mise en scène de Mimi Pollak, décors et costumes de Marik Vos-Lundh : Drinkwater
- 1958 : Dom Juan ou le Festin de Pierre (Don Juan eller stengästen) de Molière, mise en scène d'Alf Sjöberg : Sganarelle
- 1958 : Mesure pour mesure (Lika för lika) de William Shakespeare, mise en scène d'Alf Sjöberg : Vintentio
- 1960 : Kungen ur leken d'Erland Josephson, mise en scène de Mimi Pollak : Kryttner
- 1960 : Hamlet de William Shakespeare, mise en scène d'Alf Sjöberg : Polonius
- 1960 : Un ennemi du peuple (En folkfiende) d'Henrik Ibsen : Dr Thomas Stockman
- 1961 : Le Serveur de nuit (Nattkyparen) de Vilhelm Moberg : rôle-titre / un homme
- 1961 : L'Avare (Den girige) de Molière : rôle-titre
- 1962 : Le Voyage (Resan) de Georges Schehadé, mise en scène d'Alf Sjöberg : l'amiral Punt
- 1962 : La Sonate des spectres (Spöksonaten) d'August Strindberg : le Vieux
- 1963 : Philoctète (Philoktetes) de Sophocle, mise en scène de Bengt Ekerot, décors et costumes de Marik Vos-Lundh : Ulysse
- 1963 : Gustave III (Gustav III) d'August Strindberg, mise en scène de Bengt Ekerot : le général Pechlin
- 1963 : The Beggar's Opera (Tiggarens opera) de John Gay, musique de Johann Christoph Pepusch, décors et costumes de Marik Vos-Lundh : Peachum
- 1964 : Doktor Meyers sista dagar d'Erland Josephson, mise en scène de Bengt Ekerot, décors et costumes de Marik Vos-Lundh : Dr Meyer
- 1964 : Le Baladin du monde occidental (Hjälten på den gröna ön) de John Millington Synge : M. Mahon père
- 1964 : Galenpannan de Lars Forssell, mise en scène de Bengt Ekerot, décors et costumes de Marik Vos-Lundh : le duc Karl
- 1965 : Hans Nåds Maitresse de Hjalmar Bergman : Vickberg

## Filmographie partielle

### Acteur
- 1913 : Gränsfolken de Mauritz Stiller : un jeune soldat aux funérailles
- 1919 : La Petite Fée de Solbakken (Synnöve Solbakken) de John W. Brunius : un participant au meeting d'Haugean
- 1923 : Andersson, Pettersson och Lundström de Carl Barcklind : Leonard Johansson
- 1936 : Intermezzo de Gustaf Molander : le marin suédois
- 1937 : Ryska snuvan de Gustaf Edgren
- 1938 : Visage de femme (En kvinnas ansikte) de Gustaf Molander : Dr Wegert
- 1939 : Hennes lilla majestät de Schamyl Bauman : Kyrkoherde Ahlman
- 1941 : Hem från Babylon d'Alf Sjöberg : Sergej Nabokof
- 1942 : Le Chemin du ciel (Himlaspelet) d'Alf Sjöberg : Dieu le Père
- 1943 : Jag dräpte d'Olof Molander : Hans Greger
- 1949 : La Prison (Fängelse) d'Ingmar Bergman : Paul
- 1951 : Mademoiselle Julie (Fröken Julie) d'Alf Sjöberg : le comte Carl (père de Julie)
- 1952 : Trots de Gustaf Molander : Uno Thörner
- 1953 : Barabbas d'Alf Sjöberg : le procurateur de Chypre
- 1953 : Resan till dej de Stig Olin : Vilhelm « Ville » Karlsson
- 1954 : Her Arnes penningar de Gustaf Molander : Torarin
- 1956 : Flickan i frack d'Arne Mattsson : le directeur Starck
- 1961 : Le Garçon dans l'arbre (Pojken i trädet) d'Arne Sucksdorff : John Cervin
- 1965 : Marianerna d'Arne Mattsson : Verner Vade

### Réalisateur
- 1936 : Släkten är värst

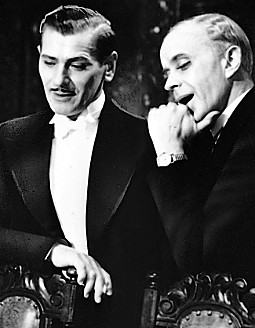
Edvin Adolphson (à g.) et Anders Henrikson, dans ' (1942)

- 1938 : Den stora kärleken (+ scénariste)
- 1939 : Yak le harponneur (Valfångare) (coréalisé par Tancred Ibsen)
- 1940 : Ett brott (+ acteur : Hans von Degerfelt) (+ scénariste)
- 1941 : Bara en kvinna (+ scénariste)
- 1942 : Fallet Ingegerd Bremssen (+ acteur : Dr Thomas Arnholm)
- 1945 : Sang et Feu (Blod och eld) (+ acteur : Thomas Hell)
- 1946 : Åsa-Hanna (+ acteur : Anders-Petter)
- 1955 : Giftas (+ acteur : Albert Sund)
- 1956 : Une maison de poupée (Ett dockhem) (+ narrateur au prologue)

## Récompenses et distinctions
(comme réalisateur)
- Mostra de Venise 1939 : Nomination au Prix du meilleur film étranger pour Yak le harponneur.
- Mostra de Venise 1941 : Nomination au Prix du meilleur film étranger pour Ett brott.
- Festival de Cannes 1946 : Nomination au Grand Prix (meilleur film) pour Sang et Feu.